# Слобода (Червенский район)
Слобода (бел. Слабада), также Будянская Слобода, Буднянская Слобода (бел. Будзянская Слабада, Буднянская Слабада) — деревня в Червенском районе Минской области. Входит в состав Валевачcrого сельсовета.

## Географическое положение
Находится примерно в 14 км к северо-западу от райцентра, 48 км от Минска, на реке Гать.

## История
В письменных источниках упоминается с XIX века. На 1870 год деревня Слободка в составе Игуменского уезда Минской губернии, где насчитывалось 56 душ мужского пола. Согласно переписи населения Российской империи 1897 года относилась к Смиловичской волости и насчитывала 15 дворов, 149 жителей. На 1917 год здесь было 28 дворов, население составило 166 человек. С февраля по декабрь 1918 года деревня была оккупирована немцами, с августа 1919 по июль 1920 — поляками. 20 августа 1924 года деревня вошла в состав вновь образованного Гребёнского сельсовета Червенского района (с 20 февраля 1938 — Минской области. Согласно Переписи населения СССР 1926 года в деревне было 24 двора, проживали 207 человек. Немцы оккупировали деревню в конце июня 1941 года. Освобождена в начале июля 1944 года. 16 июля 1954 года в связи с упразднением Гребёнского сельсовета вошла в состав Валевачского сельсовета. На 1960 год деревня упоминается под названием Буднянская Слобода, её население составило 34 человека. В 1980-е годы входила в состав колхоза имени Фрунзе. По итогам переписи населения Беларуси 1997 года в деревне насчитывать 14 домов и 56 жителей. На 2013 год 12 жилых домов, 38 жителей.

## Население
- 1870 — 56 мужчин
- 1897 — 15 дворов, 149 жителей
- 1917 — 28 дворов, 166 жителей
- 1926 — 24 двора, 207 жителей
- 1960 — 34 жителя.
- 1997 — 14 дворов, 56 жителей.
- 2013 — 12 дворов, 38 жителей.